# Vlag van Waasmunster
De vlag van Waasmunster werd door de gemeenteraad op 5 juni 1987 officieel vastgesteld als de gemeentelijke vlag van de Oost-Vlaamse gemeente Waasmunster. Op 1 maart 1988 werd hij door het Bestuur van Vlaanderen bevestigd en uiteindelijk gepubliceerd op 16 september 1988 in het officiële Belgisch Staatsblad.
De vlag heeft twee verticale velden in de kleuren blauw en geel. Het blauwe vlak heeft een grote afbeelding van een zeemeermin die een raap vasthoudt met beide handen. Het oorsprong van de zeemeermin is niet bekend, maar er valt heel wat te vertellen over de raap. Het is het symbool van het vruchtbare Waasland en staat ook op de verschillende Wase vlaggen en wapens.
Officieel wordt de vlag beschreven als:
Twee even lange banen van blauw en van geel, met op het blauw een zeemeermin houdende in de linkerhand een gebladerde raap, alles van geel.

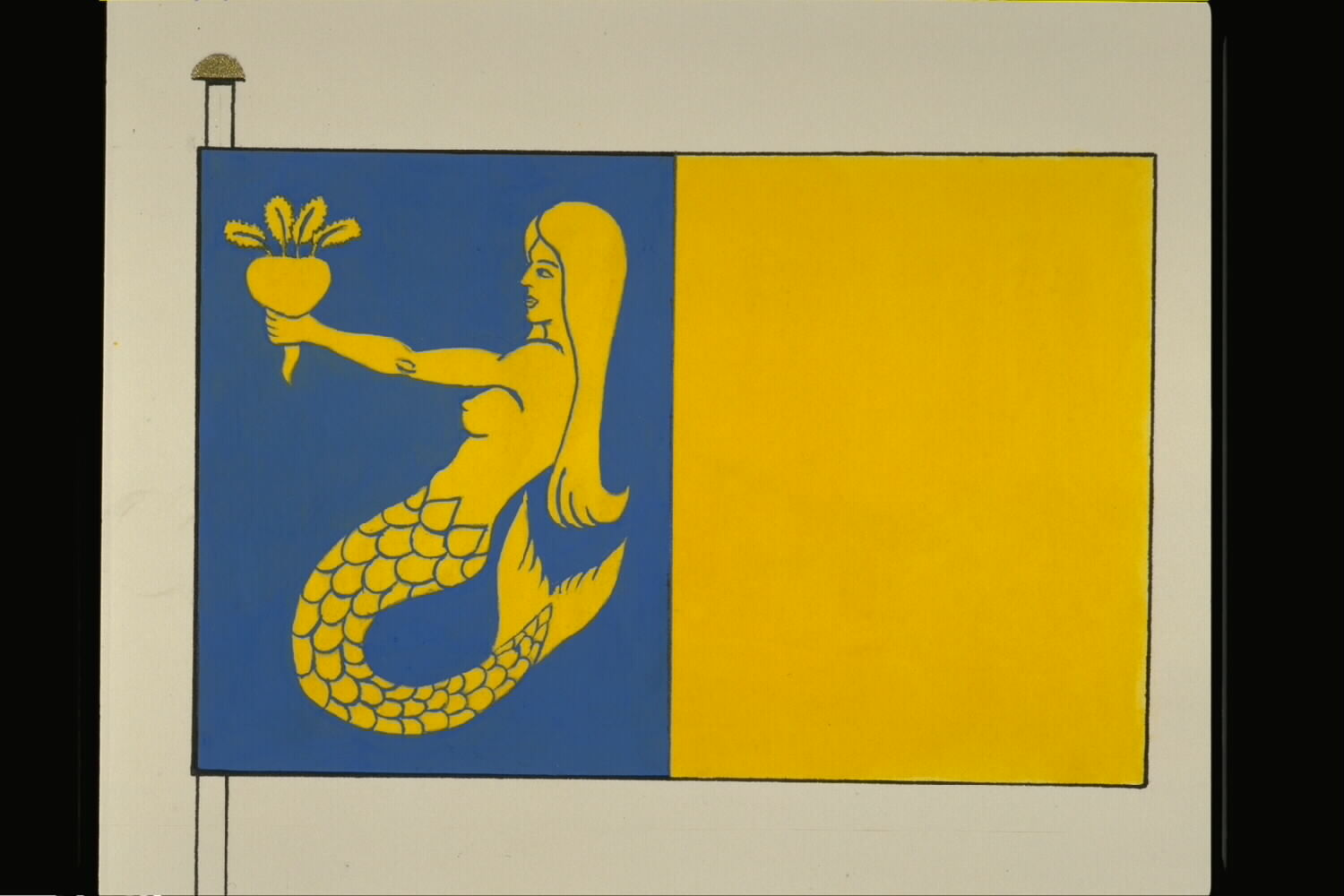
Officiële tekening van de vlag

## Eerdere vlag
Vroeger is de vlag van Waasmunster al tientallen jaren onofficieel een vlag met twee verticale banen van blauw en van geel gebruikt.

Voorgaande vlag